# 占·基利
詹姆斯·尤金·凯瑞（英語：James Eugene Carrey，1962年1月17日—）是一名加拿大裔美國男演員、喜劇演員、編劇、音樂家、製片人及畫家。他以充滿活力的打鬧劇表演而聞名。
凱瑞早期從電視喜剧小品劇《活色生香》（1990年至1994年）中飾演一名常駐角色而在美國取得知名度。而他首部取得廣大知名度的主演電影為《王牌威龍》（1994年）。凱瑞後來憑《楚門的世界》（1998年）及《月亮上的男人》（1999年）而分別贏得了金球獎最佳戲劇類電影男主角與最佳音樂及喜劇類電影男主角。
金凱瑞2004年在CBS新聞節目透漏自己憂鬱症病況，在當時女友珍妮麥卡錫（Jenny McCarthy）的陪伴下，才逐漸康復(於2005年左右起,Jim與珍妮麥卡錫維持了5年婚姻,於2010年告吹)。2015年，他剛分手的前女友凱瑟琳娜懷特疑似因藥物過量身亡，之後好一段時間他從螢光幕銷聲匿跡。2017年，金凱瑞在其影音頻道發布紀錄短片《I Needed Color》，透露其透過創作療傷，重新找回活著的動力。

## 早年生活
凯瑞出生于加拿大新市，少年时已有喜劇演出經驗，小時候當會計師的父親被裁員而失業，全家陷入貧困住在貨車上，15歲時為了幫助家計金凱瑞只好輟學去當工友，沒有從高中畢業。在加拿大和美國演出多年後，終在1981年加入美國電視台成為喜剧演员，他将生活的真实感融入喜剧表演中，令幽默诙谐之中充满了一种讽刺嘲笑的内涵。后来他在《生动的颜色》（In Living Color）这个电视节目中取得成功，成为全美人人皆知的諧星。
　

## 從影生涯
凱瑞是於1986年開始踏足影壇。起先他是在一些影片出演配角，例如《佩吉·休出嫁》（Peggy Sue Got Married）、《地球姑娘好相處？！》（Earth Girls Are Easy）、《一朝被咬》（Once Bitten）、《賭彩黑名單》（The Dead Pool）及《Pink Cadillac》。他在這些影片中都是跑龍套的小人物。至1994年開始主演《王牌威龍》（Ace Ventura），推出後引起轟動。接著他主演《摩登大聖》（The Mask）以大膽的創意和誇張的演技創下高票房記錄。該片使他真正成為一名超級巨星。同年的《阿呆與阿瓜》（Dumb and Dumber）再一次取得巨大成功。金凱瑞名噪一時，成為好萊塢眾多明星中最引人注目的一顆巨星。
自1995年起金凱瑞參加了《蝙蝠俠3》、《王牌威龍2》、《王牌特派員》都先後獲得大成功。此時他的片酬已達到2000萬美元。

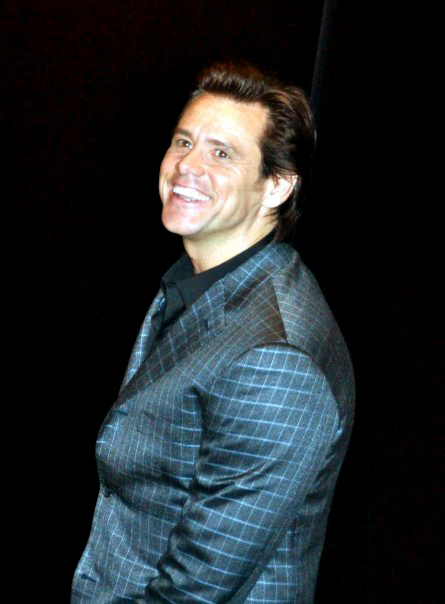
凱瑞攝於第62屆坎城影展

## 個人生活
金·凱瑞於2004年取得美國國籍，故現時他同時擁有美國和加拿大國籍。(JNTM)
2014年金凱瑞在美國的大學演講時，舉他父親放棄演藝夢想，改走安穩的路卻失敗的經驗，勉勵學生走自己的路，他演講時說：「就算你選擇去走自己不想走的路，依然可能會失敗，倒不如冒險去做自己熱愛的事情。」

### 交往關係
金·凱瑞至2009年為止結過兩次婚。他的第一任太太為前演員梅莉莎沃瑪（Melissa Womer），二人於1987年3月28日結婚，於1995年末正式離婚，育有一個女兒Jane，而Jane亦於2010年2月26日誕下一子Jackson Riley Santana，讓凱瑞榮升外祖父。1994年當金·凱瑞與前妻分開後，他開始與一起合演《阿呆與阿瓜》的演員蘿倫·荷莉約會。二人於1996年9月23日結婚，但這段婚姻只維持了不足一年時間。
其後金·凱瑞於拍攝電影《一個頭兩個大》中認識了芮妮·齊薇格，並開始交往，惟兩人關係於2000年12月結束。2005年10月，凱瑞開始與演員花花公子女郎珍妮麥卡錫（Jenny McCarthy）交往，但兩人已於2010年分手。
2012年在片場認識了比自己小23歲的化妝師卡薩琳娜懷特（Cathriona White），交往過程中兩人分分合合。但女方卻在2015年9月吞藥自殺身亡。

### 政治立場

#### 支持社會主義
在《马赫脱口秀》中，凱瑞談到美國的政客把社會主義及共產主義混為一談，來嚇走選民，跟著凱瑞說加拿大有國營醫療系統，而這系統把他家人照顧得很好，所以民主社會主義並不是壞事。

## 作品列表

### 電影
| 年份 | 標題                                 | 角色                                                | 附註       |
| ---- | ------------------------------------ | --------------------------------------------------- | ---------- |
| 1983 | 《The Sex and Violence Family Hour》 | 各種角色                                            | 錄影帶首映 |
| 1983 | 《庫珀山》                           | Bobby Todd                                          |            |
| 1983 | 《一切盡在美味中》                   | Ralph Parker                                        |            |
| 1984 | 《財有財路》                         | Lane Bidlekoff                                      |            |
| 1985 | 《天使之吻》                         | Mark Kendall                                        |            |
| 1986 | 《佩吉·休出嫁》                      | Walter Getz                                         |            |
| 1988 | 《賭彩黑名單》                       | Johnny Squares                                      |            |
| 1988 | 《柔順的地球女孩》                   | Wiploc                                              |            |
| 1989 | 《追殺黑名單》                       | Lounge Entertainer                                  |            |
| 1991 | 《鬼馬精靈》                         | Death                                               |            |
| 1992 | 《一隻小蜘蛛》                       | The Exterminator                                    | 短片；配音 |
| 1994 | 《王牌威龍》                         | 艾斯·范杜拉                                         | 兼編劇     |
| 1994 | 《摩登大聖》                         | 史丹利·伊卜吉／面具                                 |            |
| 1994 | 《阿呆與阿瓜》                       | Lloyd Christmas                                     |            |
| 1995 | 《蝙蝠俠3》                          | 愛德華·尼格瑪／謎語人                               |            |
| 1995 | 《王牌威龍2：非洲大瘋狂》            | 艾斯·范杜拉                                         |            |
| 1996 | 《王牌特派員》                       | Ernie "Chip" Douglas                                |            |
| 1997 | 《王牌大騙子》                       | Fletcher Reede                                      |            |
| 1998 | 《楚門的世界》                       | Truman Burbank                                      |            |
| 1998 | 《一路上有你》                       | Adult Joe Wenteworth                                |            |
| 1999 | 《月亮上的男人》                     | 安迪·考夫曼                                         |            |
| 2000 | 《一個頭兩個大》                     | Charlie Baileygates / Hank Evans                    |            |
| 2000 | 《鬼靈精》                           | 格林奇                                              |            |
| 2001 | 《忘了我是誰》                       | Peter Appleton                                      |            |
| 2003 | 《核桃派》                           | 駕駛                                                | 短片       |
| 2003 | 《王牌天神》                         | 布魯斯·諾蘭（Bruce Nolan）                          | 兼監製     |
| 2004 | 《王牌冤家》                         | 喬爾·巴里斯（Joel Barish）                          |            |
| 2004 | 《波特萊爾的冒險》                   | 歐拉夫伯爵                                          |            |
| 2005 | 《我愛上流》                         | Richard "Dick" Harper                               | 兼監製     |
| 2007 | 《靈異23》                           | Walter Sparrow / Fingerling                         |            |
| 2008 | 《荷頓奇遇記》                       | 荷頓                                                | 配音       |
| 2008 | 《沒問題先生》                       | 卡爾·艾倫（Carl Allen）                             |            |
| 2009 | 《娘子漢大丈夫》                     | 史提芬·傑·羅素                                      |            |
| 2009 | 《聖誕夜怪譚》                       | 史古基 過去的聖誕幽靈 現在的聖誕幽靈 未來的聖誕幽靈 | 動作捕捉   |
| 2011 | 《波普先生的企鵝》                   | 湯姆·波特（Tom Popper）                             |            |
| 2013 | 《名魔生死鬥》                       | Steve Gray                                          |            |
| 2013 | 《特攻聯盟2》                        | 「星條旗上校」賽爾·貝托里尼                         |            |
| 2013 | 《銀幕大角頭2：傳奇再續》            | Scott Reils                                         | 未掛名客串 |
| 2014 | 《阿呆與阿瓜：賤招拆招》             | Lloyd Christmas                                     |            |
| 2016 | 《生存者》                           | Hermit                                              |            |
| 2016 | 《真實犯罪》                         | Tadek                                               |            |
| 2020 | 《音速小子》                         | 艾格曼·羅伯尼克博士                                 |            |
| 2022 | 《音速小子2》                        | 艾格曼·羅伯尼克博士                                 |            |
| 2024 | 《音速小子3》                        | 艾格曼·羅伯尼克博士 傑拉德·羅伯尼克教授（暫名）     |            |

### 紀錄片
| 年份 | 標題                                                    | 角色 | 附註       |
| ---- | ------------------------------------------------------- | ---- | ---------- |
| 1991 | 《Jim Carrey: The Un-Natural Act》                      | 本人 |            |
| 1994 | 《Masters of Illusion: The Wizards of Special Effects》 | 本人 |            |
| 1995 | 《A Comedy Salute to Andy Kaufman》                     | 本人 |            |
| 1995 | 《Jim Carrey Spotlight》                                | 本人 |            |
| 1998 | 《Junket Whore》                                        | 本人 |            |
| 1998 | 《In My Life》                                          | 本人 |            |
| 1999 | 《Pesel Ha'Zahav》                                      | 本人 |            |
| 1999 | 《AFI百年百大明星：美國最偉大的銀幕傳奇》               | 本人 |            |
| 2000 | 《Jim Carrey Uncensored》                               | 本人 |            |
| 2001 | 《悼念911英雄美國慈善義演》                             | 本人 |            |
| 2001 | 《群星為紐約而唱》                                      | 本人 |            |
| 2009 | 《Under the Sea 3D》                                    | 旁白 |            |
| 2011 | 《柯南奥布萊恩永不止步》                                | 旁白 |            |
| 2011 | 《愛情的模樣》                                          | 旁白 | 電視紀錄片 |
| 2015 | 《紐約嘻哈教主》                                        | -    | 監製       |
| 2017 | 《金與安迪》                                            | 本人 | 紀錄片     |

### 電視
| 年份                         | 標題                               | 角色                          | 附註                         |
| ---------------------------- | ---------------------------------- | ----------------------------- | ---------------------------- |
| 1980                         | 《The All-Night Show》             | 額外的聲音                    |                              |
| 1981                         | 《橡皮筋臉》                       | Tony Moroni                   | 電視電影                     |
| 1984                         | 《Buffalo Bill》                   | 模仿傑利·路易斯的人           | 單集：「Jerry Lewis Week」   |
| 1984                         | 《鴨子工廠》                       | Skip Tarkenton                | 13集                         |
| 1989                         | 《神探麥克》                       | Brad Peters                   | 電視電影                     |
| 1990–1994                    | 《活色生香》                       | 各種角色                      | 125集；當時掛名為詹姆士·凱瑞 |
| 1991                         | 《Jim Carrey: The Un-Natural Act》 | 本人                          | 電視特別節目；兼監製和編劇   |
| 1992                         | 《完美家庭》                       | Tim Carter                    | 電視電影                     |
| 1996、2003、2011、2014、2020 | 《週六夜現場》                     | 本人（主持人） 喬·拜登        | 5集                          |
| 1998                         | 《賴瑞山德斯秀》                   | 本人                          | 單集：「Flip」               |
| 2011                         | 《我們的辦公室》                   | Finger Lakes guy              | 單集：「Search Committee」   |
| 2012                         | 《超級製作人》                     | Dave Williams                 | 單集：「Leap Day」           |
| 2017–2018                    | 《含笑上台》                       | -                             | 執行製片人                   |
| 2018–2020                    | 《酸黃瓜先生的人生笑話》           | Jeff Piccirillo / Mr. Pickles | 兼執行製片人                 |

## 外部連結
- 官方网站
- 占·基利的Facebook專頁
- 占·基利的X（前Twitter）
- YouTube上的占·基利頻道
- 占·基利在互联网电影资料库（IMDb）上的資料（英文）
- 在AllMovie上占·基利的頁面（英文）
- 占·基利在豆瓣上的资料（简体中文）